# Саміт Україна – Південно-Східна Європа (2025)
Четвертий саміт Україна — Південно-Східна Європа відбувся 11 червня 2025 року в місті Одеса, Україна. Захід зібрав лідерів та високих представників країн Південно-Східної Європи для обговорення ключових питань регіональної безпеки, підтримки України у війні з Росією, європейської та євроатлантичної інтеграції, а також післявоєнного відновлення України.
Саміт став продовженням діалогу, започаткованого на попередніх зустрічах, зокрема на третьому саміті в Дубровнику 9 жовтня 2024 року, де було ухвалено Дубровницьку декларацію.

## Учасники
У саміті взяли участь високопосадовці з 11 країн, окрім України. Зокрема, були присутні:
- Україна, президент Володимир Зеленський та міністр закордонних справ Андрій Сибіга.
- Молдова, президентка Мая Санду.
- Чорногорія, президент Яков Мілатович.
- Румунія, президент Нікушор Дан.
- Сербія, президент Александар Вучич (перший візит до України).
- Болгарія, прем'єр-міністр Росен Желязков.
- Хорватія, прем'єр-міністр Андрей Пленкович.
- Греція, прем'єр-міністр Кіріакос Міцотакіс.
- Албанія, голова парламенту Еліза Спіропалі.
- Північна Македонія, перший заступник голови уряду та міністр охорони довкілля й просторового планування Ізет Меджіті.
- Словенія, віцепрем'єр-міністр — міністр закордонних та європейських справ Таня Файон.

Також були представники Туреччини.
Міністр закордонних справ України Андрій Сибіга зазначив, що рівень учасників свідчить про важливість саміту, і що делегації приїхали до Одеси попри безпекові попередження.

## Перебіг саміту
Саміт розпочався з візиту до місця, де учасники могли побачити наслідки російських атак на Одесу. Володимир Зеленський у своєму виступі наголосив, що Одеса є важливим містом для спільної безпеки, перехрестям між Північною та Південною Європою, Балканами та Кавказом. Він підкреслив, що Росія розглядає Україну як ресурс та військову базу для подальших вторгнень, і що безпека Південно-Східної Європи та Чорного моря є неподільною.
На порядку денному були питання регіональної безпеки, стійкості до гібридних загроз, зміцнення торговельних і транспортних мереж, енергетичної безпеки, розмінування, післявоєнної відбудови, а також реабілітації та підтримки військовослужбовців, дітей та ветеранів.

### Ключові заяви учасників
- Володимир Зеленський закликав до посилення оборонної підтримки України, зокрема системами ППО та дронами, а також до посилення санкцій проти Росії, зокрема щодо нафтових танкерів та фінансового сектору, запропонувавши обмеження ціни на нафту до 30 доларів за барель. Він також наголосив на важливості єдності у підтримці розширення ЄС та НАТО і розвитку інфраструктурної співпраці.[3] Зеленський повідомив про розробку власного озброєння для захисту енергетичної інфраструктури.[5]
- Нікушор Дан звернув увагу на проблему російської дезінформації щодо війни та призову[1].
- Мая Санду заявила про тісну співпрацю з Україною у протидії російській гібридній агресії, зазначивши, що Молдова щодня стикається зі спробами російського втручання. Вона також нагадала про прийняття понад 100 тисяч українських біженців, підготовку українських саперів та сприяння транзиту зерна[1].
- Еліза Спіропалі заявила про повну підтримку євроінтеграційних зусиль України та наголосила на необхідності відновлення світового ладу на основі міжнародних правил[1].
- Таня Файон закликала до справедливого миру для України на основі Статуту ООН, повного припинення вогню та притягнення винних у воєнних злочинах до відповідальності. Вона також наголосила на важливості безпечного повернення примусово вивезених українських дітей.[1][5]
- Кіріакос Міцотакіс запропонував створити транспортний коридор, що з'єднає грецький порт Александруполіс з Одесою через болгарську Варну та румунську Констанцу, який може бути профінансований ЄС[1] Він також назвав вторгнення Росії в Україну «пробудженням Європи» щодо питань безпеки.[5].
- Яков Мілатович підкреслив важливість проведення саміту в Одесі як демонстрацію підтримки України та висловився за негайне припинення вогню[1].
- Александар Вучич запропонував допомогу у відновленні одного або двох українських міст чи регіонів[1][5].
- Росен Желязков заявив, що війна змінила підхід до спільної безпеки, і що Європа повинна чинити опір так, як Україна[5].

### Одеська декларація
За підсумками саміту було ухвалено Одеську декларацію, яка спиралася на висновки попередніх самітів в Афінах (21 серпня 2023), Тирані (28 лютого 2024) та Дубровнику (9 жовтня 2024).
Ключові пункти декларації:
- Найрішучіше засудження агресивної війни Росії проти України як тяжкого злочину проти українського народу та грубого порушення міжнародного права.
- Підтвердження непохитної підтримки незалежності, суверенітету та територіальної цілісності України в межах її міжнародно визнаних кордонів.
- Заклик до міжнародної спільноти активізувати підтримку України та утриматися від будь-якої допомоги воєнним зусиллям Росії.
- Визначення повного виведення російських сил, припинення війни та відновлення міжнародно визнаних кордонів України як основоположних умов для миру.
- Підкреслення стратегічного значення Чорного моря для європейської та глобальної безпеки.
- Визнання майбутнього членства України, Молдови та партнерів із Південно-Східної Європи в ЄС життєво важливим для стабільності регіону.
- Підтвердження, що членство в НАТО залишається найкращим варіантом безпеки для України, та підтримка її євроатлантичних прагнень. Наголошено, що ані Росія, ні будь-яка інша держава поза НАТО не має права вето на розширення Альянсу.[10]
- Засудження воєнних злочинів Росії та підтримка міжнародних зусиль зі створення спеціального трибуналу для розгляду злочину агресії.
- Наголошення на важливості продовольчої безпеки та вільного доступу української аграрної продукції на світові ринки.
- Заклик до посилення санкцій проти Росії, зокрема в банківському та енергетичному секторах.
- Зобов'язання сприяти повоєнному відновленню України, де країни Південно-Східної Європи мають відігравати ключову роль.
- Домовленість спільно працювати над запобіганням гібридним загрозам та провести наступну зустріч країн-учасниць на рівні відповідних відомств в Одесі.

Декларацію підписали всі учасники, окрім президента Сербії Вучича. Він заявив про це журналістам, додавши, що Сербія керується власними інтересами та захищає міжнародне публічне право.

### Підсумки
Президент Володимир Зеленський зазначив, що саміт в Одесі став чітким сигналом проти спроб Росії дестабілізувати регіон та послабити суверенітет у Європі. Міністр закордонних справ Андрій Сибіга назвав зустріч «зустріччю однодумців», які поділяють оцінки викликів, що стоять перед Україною, та розуміють неподільність безпеки України та країн Південно-Східної Європи.